# Pulvermühle (Grüningen)

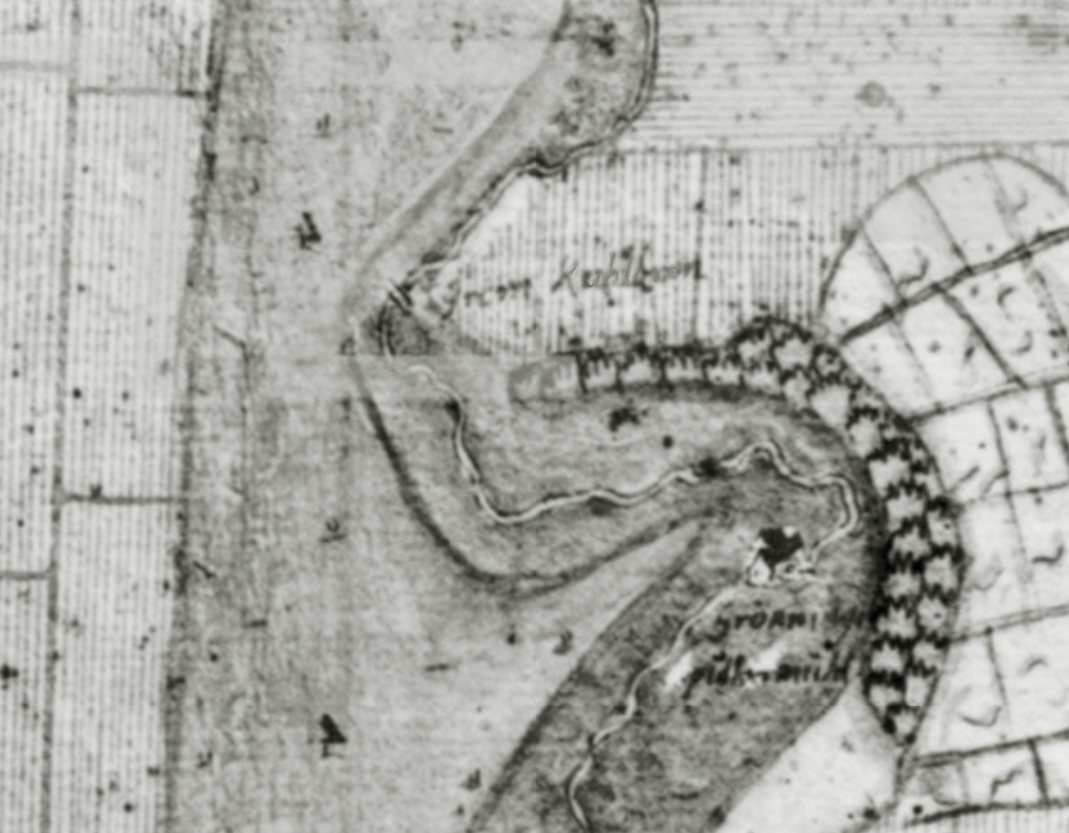
Standort der Pulvermühle auf der gesüdeten Forstkarte von 1682

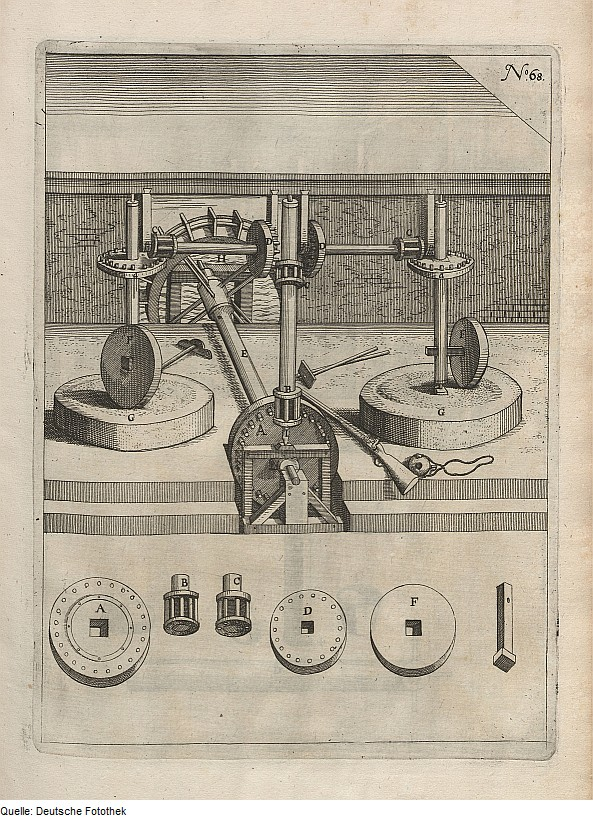
Funktionsschema einer Pulvermühle von 1661

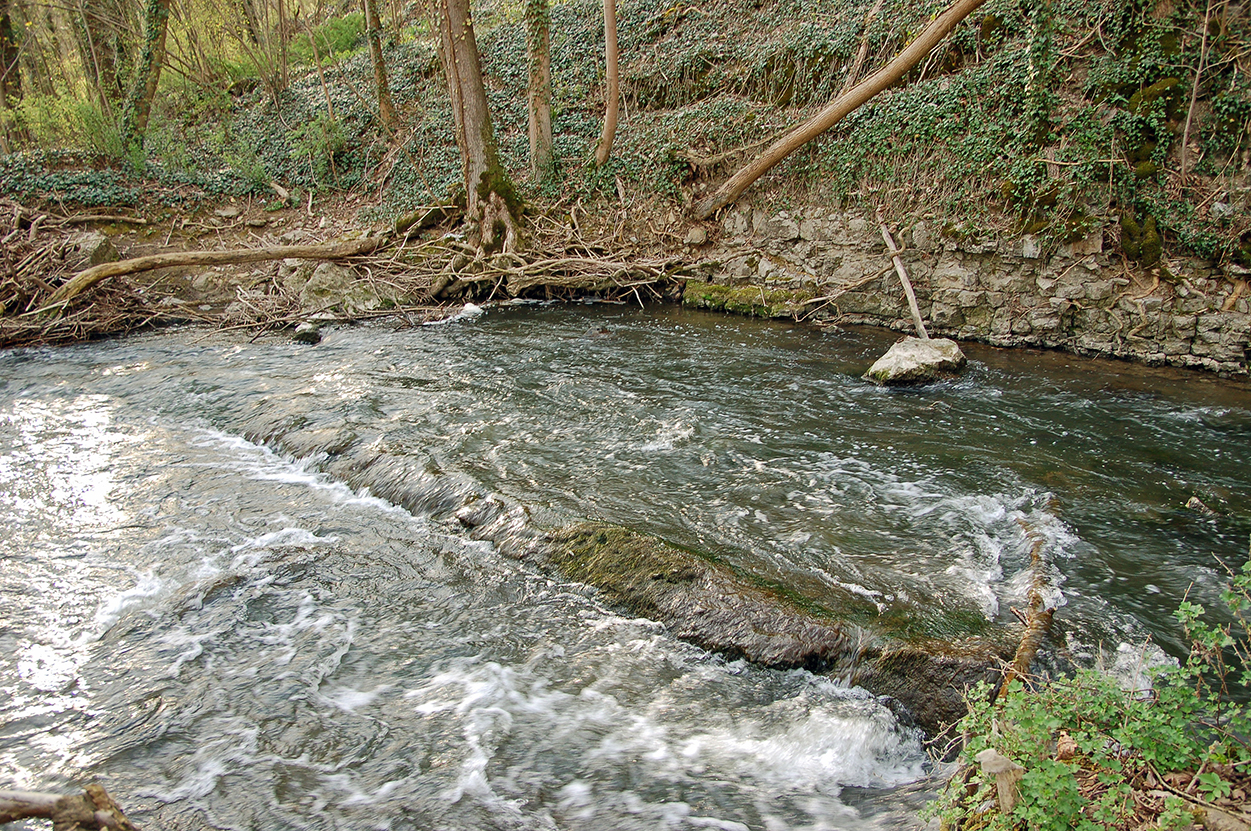
Rest des Wehrs am Abzweig des zugeschütteten Mühlkanals

Die Pulvermühle der württembergischen Amtsstadt Grüningen, heute Markgröningen im Landkreis Ludwigsburg, war eine Wassermühle an der Glems, die 1662 zwischen den Gewannen „Kühlenbronn“ und „zu Thalhausen“ zur Herstellung von Schwarzpulver errichtet wurde.

## Geschichte

### Vollzugsdefizit
Im Zuge der Wiederaufrüstung nach dem Dreißigjährigen Krieg beschloss Herzog Eberhard III. von Württemberg 1660, anstatt der im Krieg zerstörten Schwarzpulvermühle am Leudelsbach bei Möglingen binnen Monatsfrist eine Pulvermanufaktur an der wasserreicheren „Klembß“ bei Grüningen errichten zu lassen. Der mit der Förderung dieses Projekts betraute Grüninger Vogt Erhard Faber zeigte sich allerdings wenig begeistert von der Ansiedlung eines solchen Hochrisikobetriebs. Zwei Jahre lang gelang es dem Vogt, das ungeliebte Vorhaben im Sinne der protestierenden Bauern und „Wengerter“, die benachbarte Grundstücke bewirtschafteten, und des nur rund 100 Meter flussaufwärts angesiedelten „Loh- und Walkmüllers“ auszubremsen. Nach entsprechendem Beschwerden der Projektbeteiligten wurde Faber von der herzoglichen Kanzlei gemaßregelt und musste ab 25. März 1662 den Bau der Pulvermühle unterstützen, die wegen Anlaufschwierigkeiten dennoch erst zum Jahresende den Betrieb aufnehmen konnte.
Vorerst sollten der erste Pulvermüller Johann Sebastian Ziegler und sein Knecht nur grobes „Stückpulver“ für die Kanonen der benachbarten Festung Hohenasperg herstellen. Salpetersalz hatte der Salpetersieder in Grüningen zu liefern.

### Der große Knall
Am 4. März 1665 „ist dem Pulvermacher daselbst das Salz angegangen“, wie der Vogt berichtete, und die Mühle explodiert. Das Dach und eine Hauswand wurden dabei weggeblasen. Das externe Pulvermagazin und das Personal blieben glücklicherweise verschont: „Den Pulvermacher und sein Knecht, so ein Stück Brot zu essen aus der Mühl in die Sonnen gegangen, hat es nicht erdapt“, so der Vogt in seinem Bericht an den Landesherrn. Katastrophen dieser Art waren keine Seltenheit. Wenn sich das Pulver ohne Blitzschlag oder mechanisch erzeugte Funken selbst entzündete, hatte das vermutlich elektrostatische Ursachen, die damals noch nicht bekannt waren.

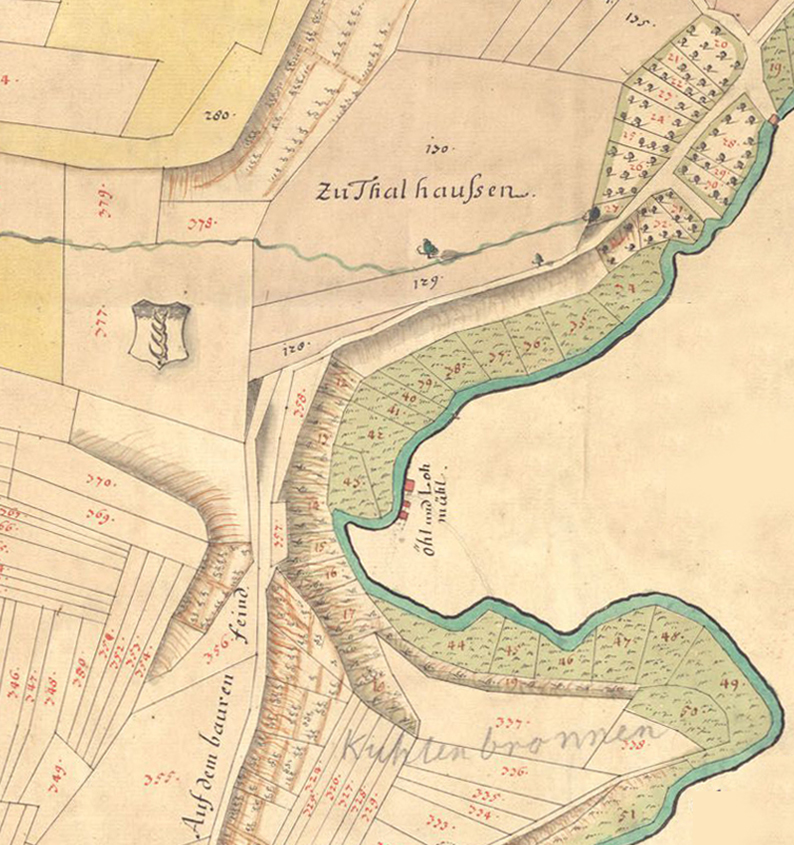
Öl- und Lohmühle auf der Grüninger „Außfeldkarte“ von 1752 (genordet)

### Ende offen
Wie lange die Pulvermühle nach deren umstrittenen Wiederaufbau noch betrieben wurde, ist nicht verifiziert. Die letzte Erwähnung in den Akten stammt von 1825, als Jakob Reuter „Wiesen bei der Pulvermühlin“ kaufte. Dieser Standorthinweis reicht nicht als Beleg für eine derzeit anhaltende Pulverproduktion. Zumal an diesem Standort zwischen dem Gewann Kühlenbronn und Talhausen auf der „Außfeldkarte“ von 1752 nur eine „Öhl- und Lohmühl“ verzeichnet ist und 1787 hier eine Papiermühle errichtet wurde, die wegen des hohen Gefahrenpotenzials wohl kaum parallel zur Schwarzpulverproduktion betrieben wurde.